# Adamowo (województwo pomorskie)
Adamowo (niem. Adamshof) – wieś w Polsce położona w województwie pomorskim, w powiecie sztumskim, w gminie Stary Dzierzgoń w pobliżu zawieszonej linii kolejowej Malbork – Małdyty. Wieś wchodzi w skład sołectwa Stare Miasto.
W latach 1975–1998 miejscowość administracyjnie należała do województwa elbląskiego. W 1973 miejscowość administracyjnie należała do województwa olsztyńskiego, powiat Morąg.

## Historia
Wieś wzmiankowana w 1736 jako folwark szlachecki na 19 włokach. W 1782 było tu 5 gospodarstw domowych, natomiast w 1858 w trzech domach mieszkało 61 osób. W latach 1937–1939 było tu 89 mieszkańców. W 1973 wieś Adamowo należała do Prakwic w ówczesnym powiecie morąskim, gmina Stary Dzierzgoń, poczta Stare Miasto.